# Flemming Østergaard
Flemming Ammentorp Østergaard (født 31. oktober 1943 på Frederiksberg) er tidligere formand for bestyrelsen i Parken Sport & Entertainment A/S. Østergaard kendes i medierne under navnet "Don Ø", et navn som opstod på et debatforum for FCK's fanklub i slutningen af 1990'erne, og som siden har bidt sig fast først i FCK-fankredse, senere generelt i fodboldkredse, for til sidst at være et almindeligt anvendt synonym i medierne.
Østergaard beskriver i sin selvbiografi "Don Ø", hvorledes han i første omgang ikke brød sig om tilnavnet. Siden hen vænnede han sig dog til navnet og lærte at elske det – ikke mindst fordi det giver associationer til familiens betydning. I dag kan han endog finde på at underskrive sig som "Don Ø", når han giver autografer eller udsteder checks. Kælenavnet "Don Ø" er nu registret varemærke hos Patent- og Varemærkestyrelsen.
Østergaard voksede op i Det Gule Palæ i Ordrup, og er søn af Wedell Østergaard. Han blev uddannet hos fondsbørsvekselerer I.S. Monies i 1968 og blev i samme år salgschef i J.S. Lies Industrier. I 1971 stiftede han virksomheden Føma Kontorsystemer og blev siden i 1975 administrerende direktør i Tann Scandinavia. Den 23. marts 2017 blev han og den tidligere direktør i Parken, Jørgen Glistrup, begge dømt skyldige i kursmanipulation i Østre Landsret. De blev begge idømt halvandet års fængsel.
Flemming Østergaard overlevede en kræftsygdom i 2017, mens han sad i fængsel.

## Privat
Han er gift med Inge og har sønnerne Nikolaj og Peter 

## Erhvervskarriere
- 1968: Uddannes som fondsbørsvekselerer
- 1968: Salgschef i J.S. Lies Industrier
- 1971: Stifter og driver egen virksomhed, Føma Kontorsystemer
- 1975: Administrerende direktør i Tann Scandinavia
- 1978: Formand for Tann Europe
- 1988: Stifter Kinnarps Kontormøbler A/S
- 1992: Mindretalsaktionær i Lyngby Boldklub
- 1994: Sælger Kinnarps Kontormøbler. Forlader Lyngby Boldklub, som har positivt resultat og ingen gæld. Nye ejere går konkurs og klubben tvangnedrykkes.
- 1997: Administrerende direktør i FC København A/S
- 2002: Overtager posten som bestyrelsesformand for FC København og PARKEN Sport & Entertainment. Stopper som adm. direktør
- 2006: Udgiver en bog der hedder Varmt hjerte, koldt blod.
- 2007: Medlem af bestyrelsen for TV 2
- 2008: Marie Gade udgiver bogen Manden bag myten
- 2010: Lover overskud i Parken Sport & Entertainment A/S, men få måneder senere beslutter klubbens nye ejere at foretage ekstraordinære afskrivninger på bl.a Fitness.dk på 250 mio. kr. De nye ejere beslutter også at foretage en aktieemission.
- 2010: Stopper som bestyrelsesformand i Parken Sport & Entertainment A/S.
- 2010: Udnævnt til æresmedlem af F.C. København.
- 2010: Frataget titlen som æresmedlem af F.C. København.[6]
- 2010: Optaget som æresmedlem i Aarhus minigolf .[7]
- 2015: Udgiver 'Exit Parken' i samarbejde med David Trads

## Bogudgivelser
- Don Ø, 2002
- Varmt hjerte, koldt blod, 2005
- Manden bag myten, 2008
- Exit Parken, 2015